# 前野自房
前野 自房（まえの よりふさ）は、江戸時代中期から後期にかけての武士・阿波徳島藩上士。通称は延左衛門で、後に諱を憲章と改める。阿波前野氏自有系の五代目当主。

## 人物
自房は、阿波徳島藩家臣の前野延左衛門自賢の嫡男に生まれた。母親は速水倫助元維の娘とされる。初め前野延太を名乗る。
元服して前野延左衛門自房を名乗り、後に延左衛門憲章と改める。室は記録になく、子も多く妾腹と記されており、正室はいなかった。子は牛之助、駒助、女子、彌三郎、與四郎の五人がおり、妾腹でない女子と彌三郎は早世した。
宝暦5年（1755年）9月2日、父の自賢が病死すると、同年11月9日に阿波前野氏の家督を継承した。石高は貮百石（200石）とも貮百五拾石（250石）とも伝わる。
天明7年（1877年）2月28日、御奉行役になり、上士として江戸登城の供などをして白銀5枚を賜る。同年3月23日、妾腹の長男である牛之助の元服を行い前野新介有鄰とし、嫡子に定めて御目見する。
文化2年（1805年）4月7日、嫡男と定めていた新介が病死したため、妾腹次男の前野三平以禮を嫡子に定め御目見したが以禮も死去した。文化7年（1810年）7月18日、自房も病死する。
阿波前野氏自有系の家督は、四男の與四郎（後の前野信之）が継承した。

## 氏族
前野氏は、桓武天皇皇子の良岑安世を始祖とする良岑氏の系統 で、平安時代後期に創設された氏である。立木田高成の子である前野高長が母の生地にちなんで荘園に前野（現在の愛知県江南市前野町〜大口町辺り）と名付け、自らの名字としたのが始まりとされている。宗家の前野忠康（舞兵庫）の養子である前野自性が讃岐前野氏初代となって高松藩生駒家に仕えたが、生駒騒動を起こして一党は切腹及び死罪となり、自性次男の自有が阿波に移って阿波前野氏初代となった。

## 系譜
- 祖父：前野三右衛門自常
- 父：前野延左衛門自賢
- 母：速水倫助元維娘
- 正室：なし
- 妾
  - 男子：前野新介有鄰
  - 男子：前野三平以禮
  - 女子：早世
  - 男子：前野彌三郎（早世）
  - 男子：前野延左衛門信之